# 城埔溪
城埔溪，位於台灣東部之縣市管河川，幹流長度4.00公里，流域面積6.88平方公里，分佈於台東縣長濱鄉。主流發源於長濱鄉忠勇村西北方海岸山脈標高1337公尺無名山峰之東南側，向東南流經犁頭針、上田組後，轉向東北再轉東南流，經城子埔南側，於省道台11線城子橋東南側注入太平洋。